# Ducati
Ducati Motor Holding S.p.A. — итальянская компания по производству мотоциклов, штаб-квартира находится в районе Борго Панигале города Болонья. Ducati принадлежит немецкому производителю автомобилей Audi AG..

## История

### Радиотехническое начало
Компания Ducati была основана в 1926 году в городе Болонья. Основателями компании были братья Адриано и Марчелло Дукати. Оба они интересовались радиотехникой, поэтому первым направлением работы компании было именно производство радиотехники. В 20-е годы XX века спрос на рупоры, громкоговорители делал своё дело, и компания отлично развивалась.
После Второй мировой войны спрос на выпускаемую Ducati радиотехнику резко упал, и компания перешла под управление государства. В то время для Италии было важно создание дешевых средств передвижения, поэтому деятельность Ducati переквалифицировалась на производство средств передвижения.

### Начало мотопроизводства

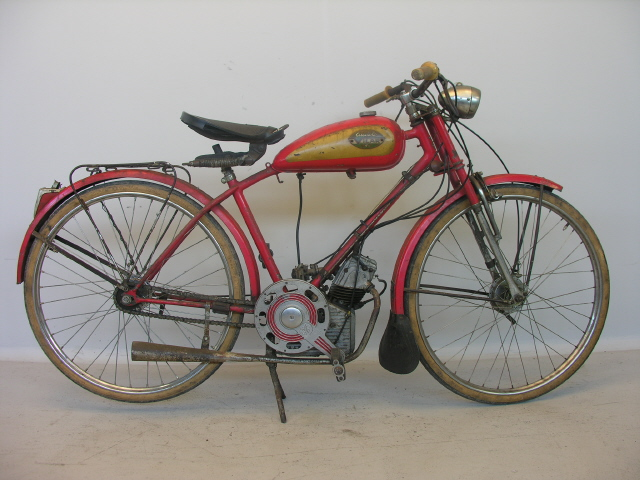
Ducati Cucciolo

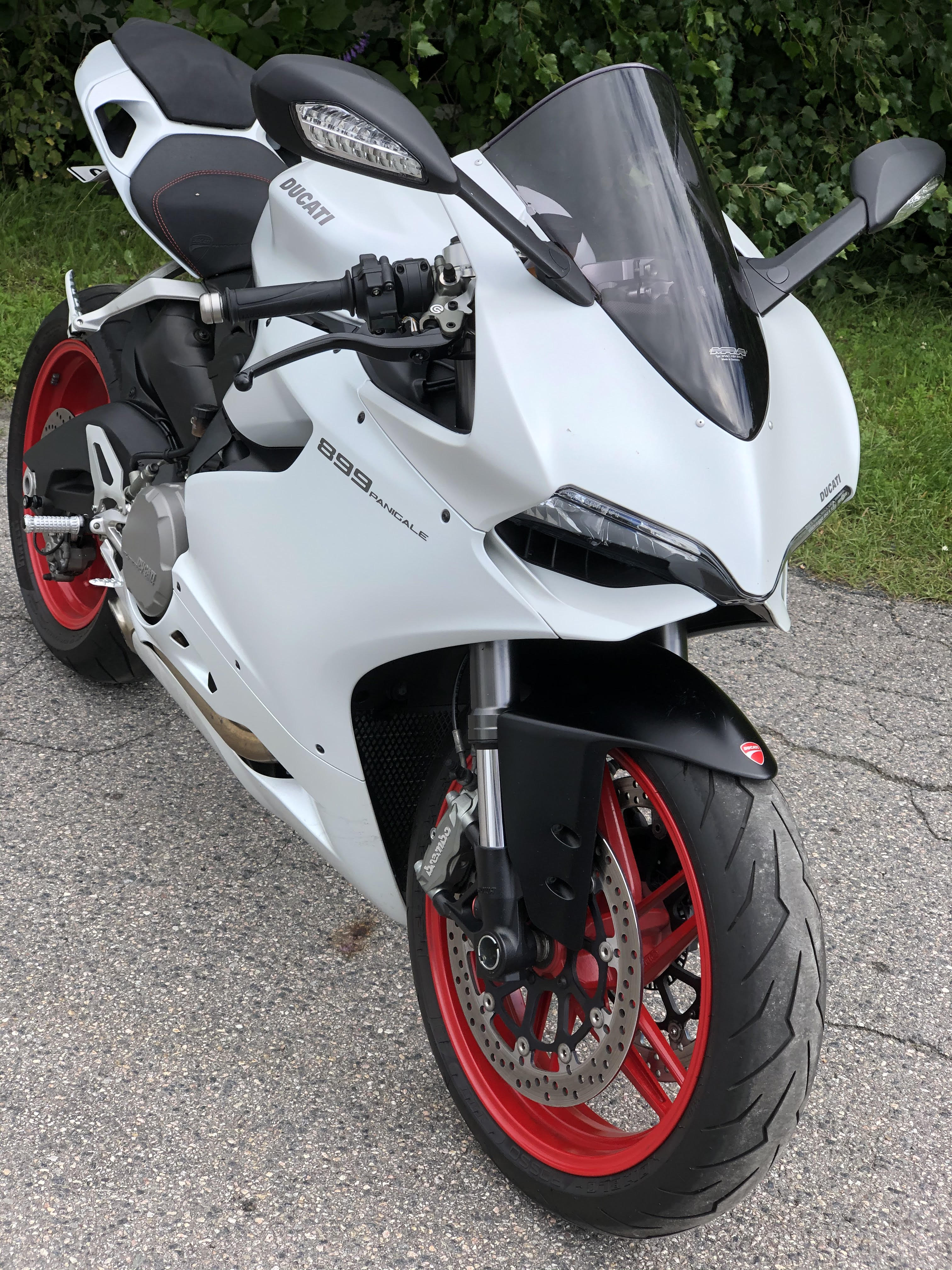
Panigale 899

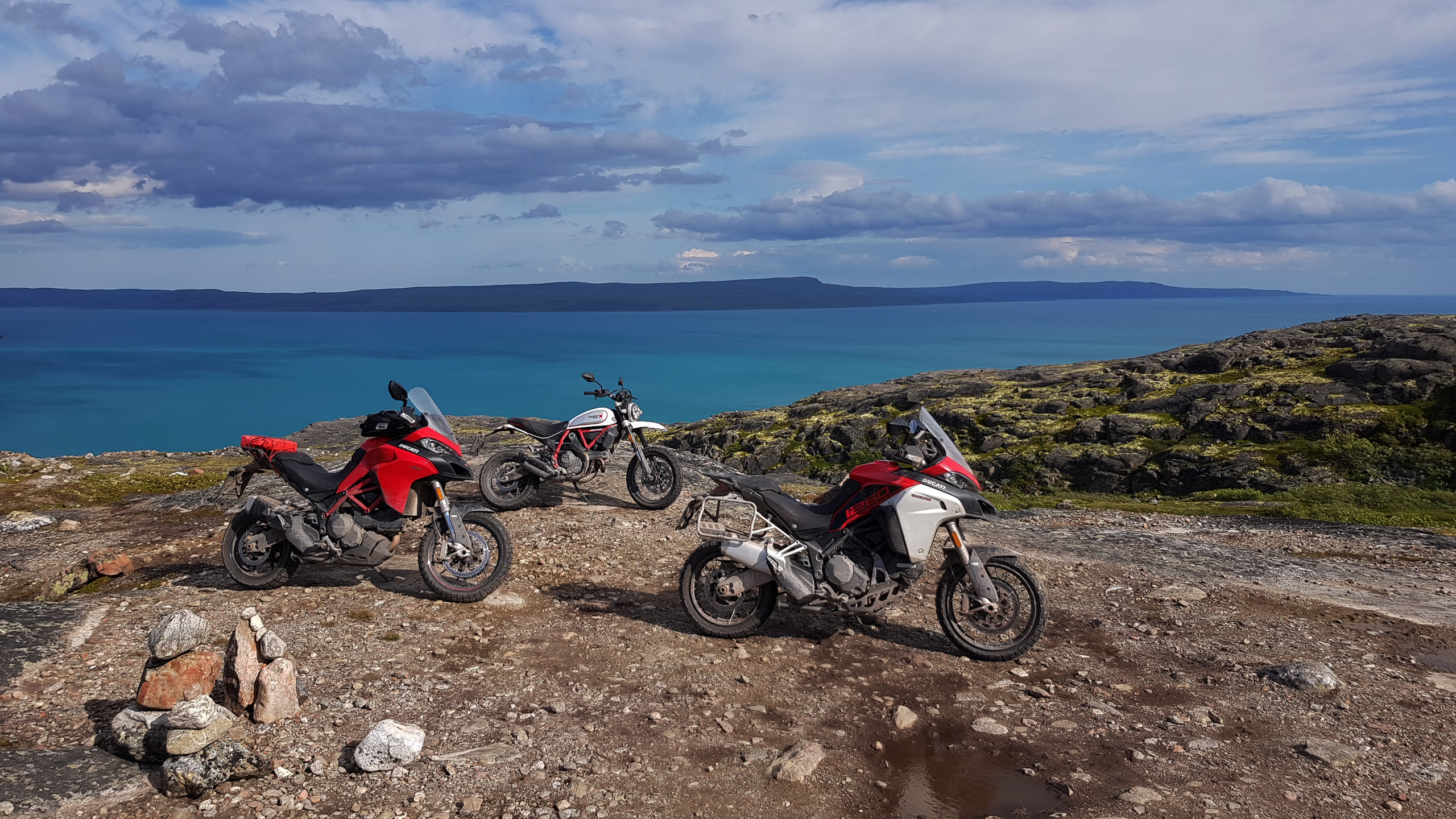
Мотоциклы Ducati Multistrada 950 S, Scrambler Desert Sled, Multistrada 1260 Enduro на полуострове Рыбачий, Россия

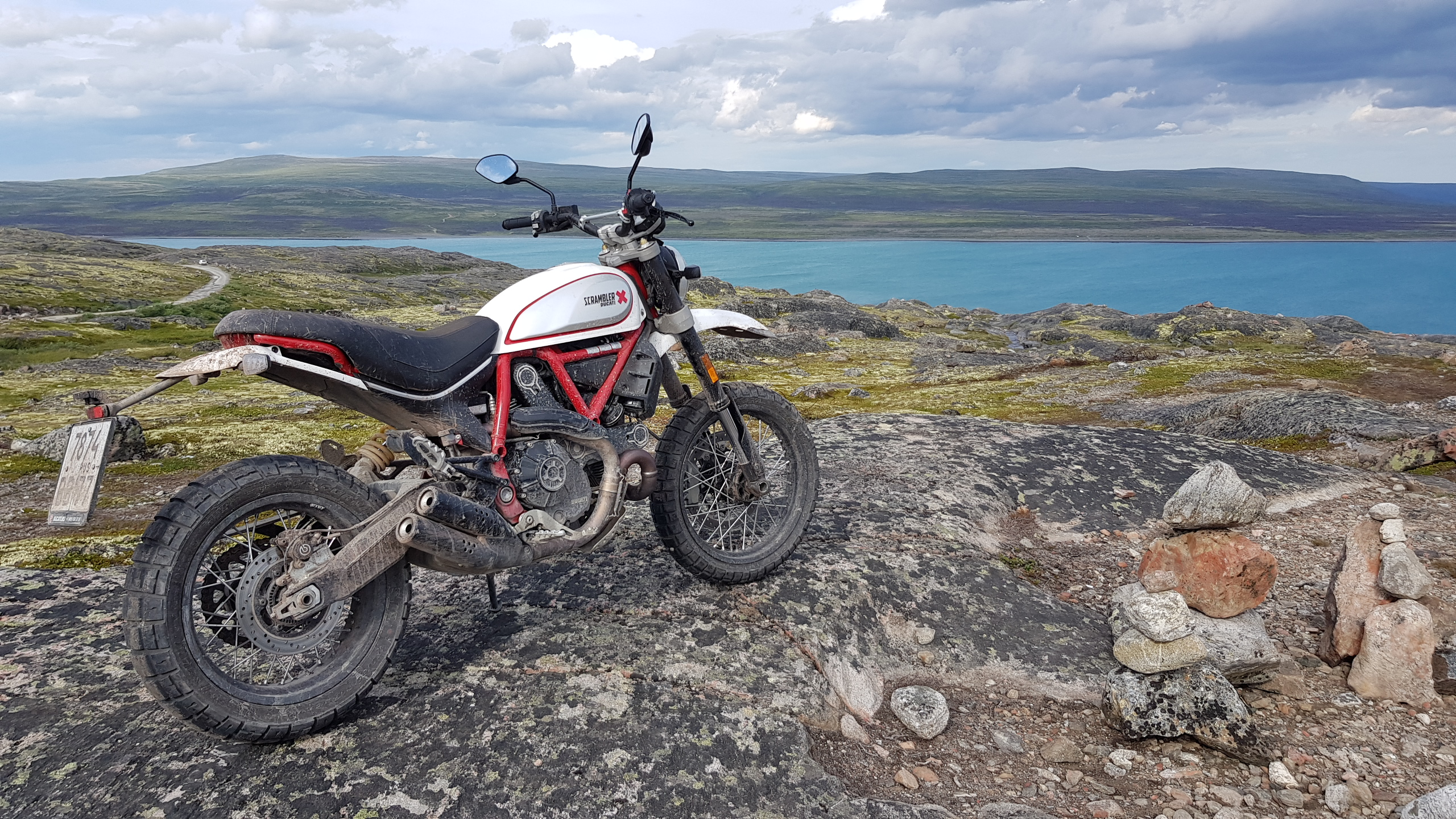
Ducati Desert Sled 2019 модельного года на полуострове Рыбачий, Россия.

Первыми продуктами производства стали двигатели, проект которых создал инженер Альдо Фаринелли. Как только Фаринелли вернулся к конструированию спорт-каров, Ducati праздновали своё второе рождение. Их первый веломобиль назывался Cucciolo (рус. щенок), и отличался от существующих на рынке веломобилей объёмом двигателя 50 куб. см. и отличной тягой на низких оборотах.
Уже в начале 1950-х Ducati завоевала половину итальянского рынка мотовелосипедов. К этому времени все более популярными становились мотоциклы легкого типа. И уже в 1952 году была выпущена модель Cruiser. Новый мотоцикл был оборудован двигателем c электростартером. При объёме двигателя 175 куб. см. мощность мотоцикла составляла 8 л. с. Единственным минусом оказалась автоматическая коробка передач, так как в то время её не смогли оценить должным образом. Но чуть позже на рынке появились 3-скоростные Cucciolo с объёмом двигателя 55 куб. см. и Cruiser с объёмом 98 куб. см. Это были первые мотоциклы, которые обладали телескопической вилкой, хребтовой рамой и задним маятником.
Чуть позже Ducati решили попробовать себя в спортивном направлении и выпустили модель 98 Sport. Первая спортивная модель разгонялась до 95 км/ч при мощности 6.5 л. с.

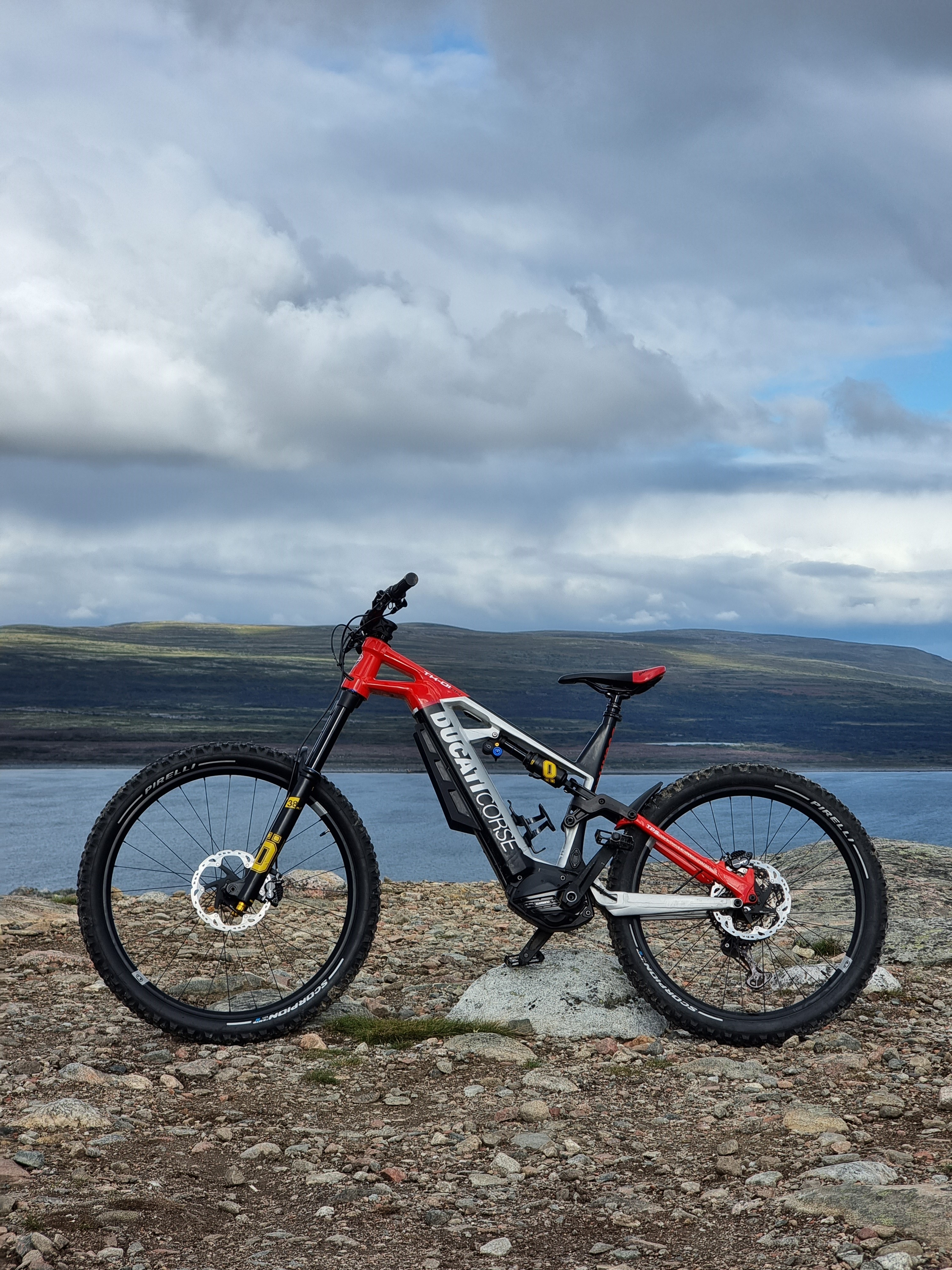
Ducati TK01RR 2021 at Sredniy Peninsula (Russia)

### Период Фабио Тальони
А в 1954 году главным конструктором стал молодой инженер Фабио Тальони. Именно с ним связаны основные достижения Ducati. Его первый мотоцикл Ducati 100 Gran Sport с двигателем 98 куб.см. сразу понравился гонщикам. Фабио стремился нарастить мощность мотора методом наращивания оборотов. Разместив распределительный вал в головке цилиндра, инженер смог добиться мощности 9 л. с. и 9 000 об/мин, что позволяло мотоциклу массой 80 кг развивать скорость до 130 км/ч. Десмодромный привод с механизмом принудительного открывания и закрывания клапанов, разработанный Тальони в середине 1956 года, появился на новой модели мотоцикла только в 1958 году. Одноцилиндровый двигатель этого мотоцикла был объёмом 125 куб. см. А уже в следующем году Ducati выпустили аналогичный мотоцикл, только с двухцилиндровым двигателем.
Но это всё для спортивных целей, для внутреннего рынка Ducati выпускали мотоциклы с двигателями 175 и 200 куб. см. А уже в начале 60-х был создан мотоцикл нового поколения — Ducati 250 (18 л. с., 4 такта, верхний распредвал). Мотолюбители без проблем наращивали объём двигателя этой модели до 450 куб.см. Самыми эффективными моделями с 250 см³-двигателем стали Мach 1 1964 года и Mark 3D 1968 года.
Позже Тальони занялся разработкой 1'300-кубового двигателя для государственных служб США. В результате работы получился 4-цилиндровый двигатель (100 л. с.) Apollo. Но в то время ещё не были созданы подходящие для такой мощности шины, поэтому от его использования пришлось отказаться. Правда, в мотоцикле Ducati 750GT (1970 года выпуска) Фабио установил упрощенный вариант этого двигателя объёмом в 750 куб. см. Эта модель могла разгоняться почти до 200 км/ч при массе 185 кг и двигателе в 60 л.с. Аналогичный мотоцикл Super Sport 750 с десмодромным приводом разгонялся до 215 км/ч. Эти технологии позволяли завоёвывать первые места в мотогонках из года в год.
Но Тальони шёл дальше, он заменил распредвал из конических шестерен на зубчатый ремень, а при изготовлении цилиндров использовал вместо чугуна — алюминиевый сплав с никель-кремниевым покрытием. Примерно в это же время появилась знаменитая рама Ducati из труб хром-молибденовой стали, похожая на птичью клетку.
В 1979 году Ducati выпустили 500 Pantah, эта модель являлась самой быстрой при объёме двигателя 500 куб. см.
В 1980-х у компании начался кризис. В 1985 году конкурирующий и преуспевающий мото-концерн Cagiva выкупает производство мототехники Ducati и начинает производство мотоциклов в стиле эндуро на базе двухцилиндровых двигателей Ducati. 

### Период Массимо Борди и нынешнее время
Как раз в 1985 году после выхода на пенсию Фабио Тальони должность главного конструктора занимает Массимо Борди. На базе двигателей Pantah объёмом 350, 750 и 904 куб. см. производились одноместные спортивные модели Ducati 350F3 и 750F1, туристические Ducati 350/750 Paso, и Ducati Super Sport. Компания Ducati с этого момента начинает своё сотрудничество с производителем выхлопных систем итальянской фирмой Termignoni.
В начале 1990-х дебютировал Ducati 916. Дизайн мотоцикла делал итальянский дизайнер Массимо Тамбурини, который создавал дизайн ряда мотоциклов Bimota, а также MV Agusta F4 и Brutale. У него была маленькая особенность — консольная подвеска заднего колеса с передней подвеской в виде перевернутой вилки «телескоп».
В 1992 году дизайнер Мишель Галуцци создал легендарную модель Monster. На нём стоял двухцилиндровый L-образный двигатель с двухклапанными головками цилиндров и воздушно-масляным охлаждением. Следующим шагом стали мотоциклы Ducati 748 и Ducati 916, их двигатели обладали десмо-приводом клапанов Desmoquatro, жидкостным охлаждением и впрыском топлива.
В 2000 году появилась модель Testatretta. При его разработке каждая часть двигателя подвергалась компьютерной обработке с целью понижения веса и повышения прочности. Разработанный таким образом ещё более совершенный двигатель мощностью в 135 л. с. (10200 об/мин) был установлен на новой модели Ducati 996R.
В 2012 году компания была куплена Audi AG.

## Галерея

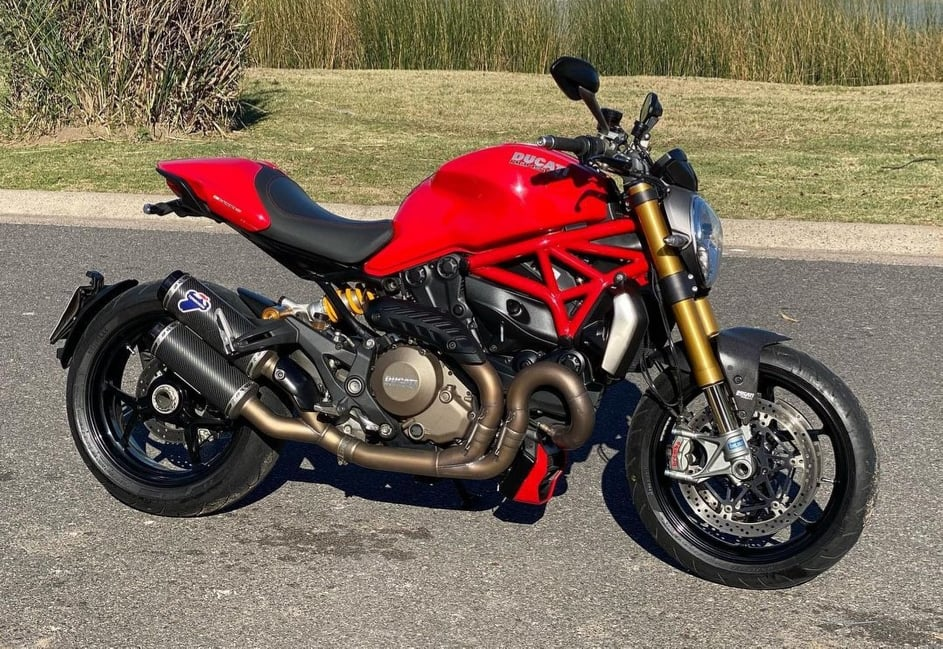
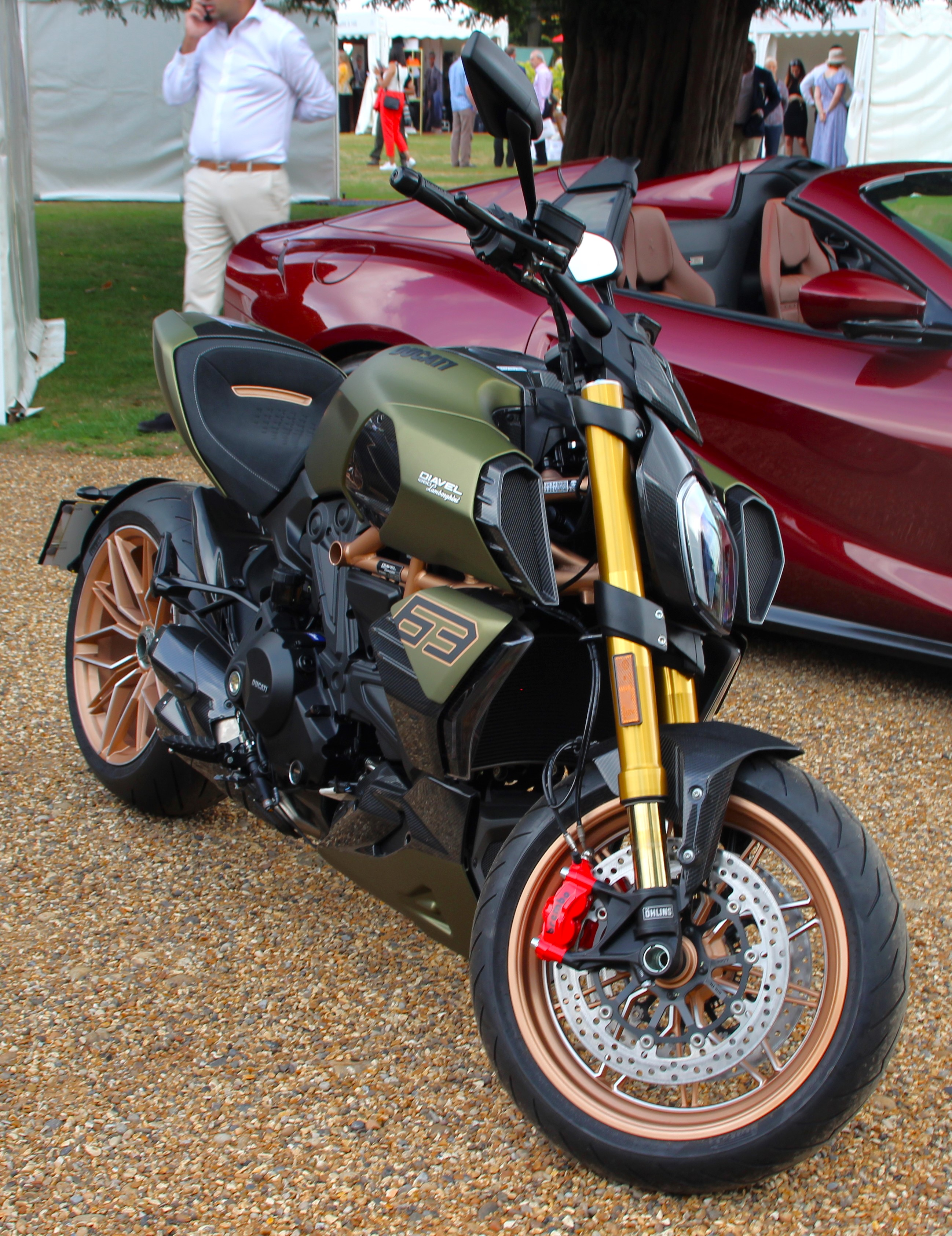
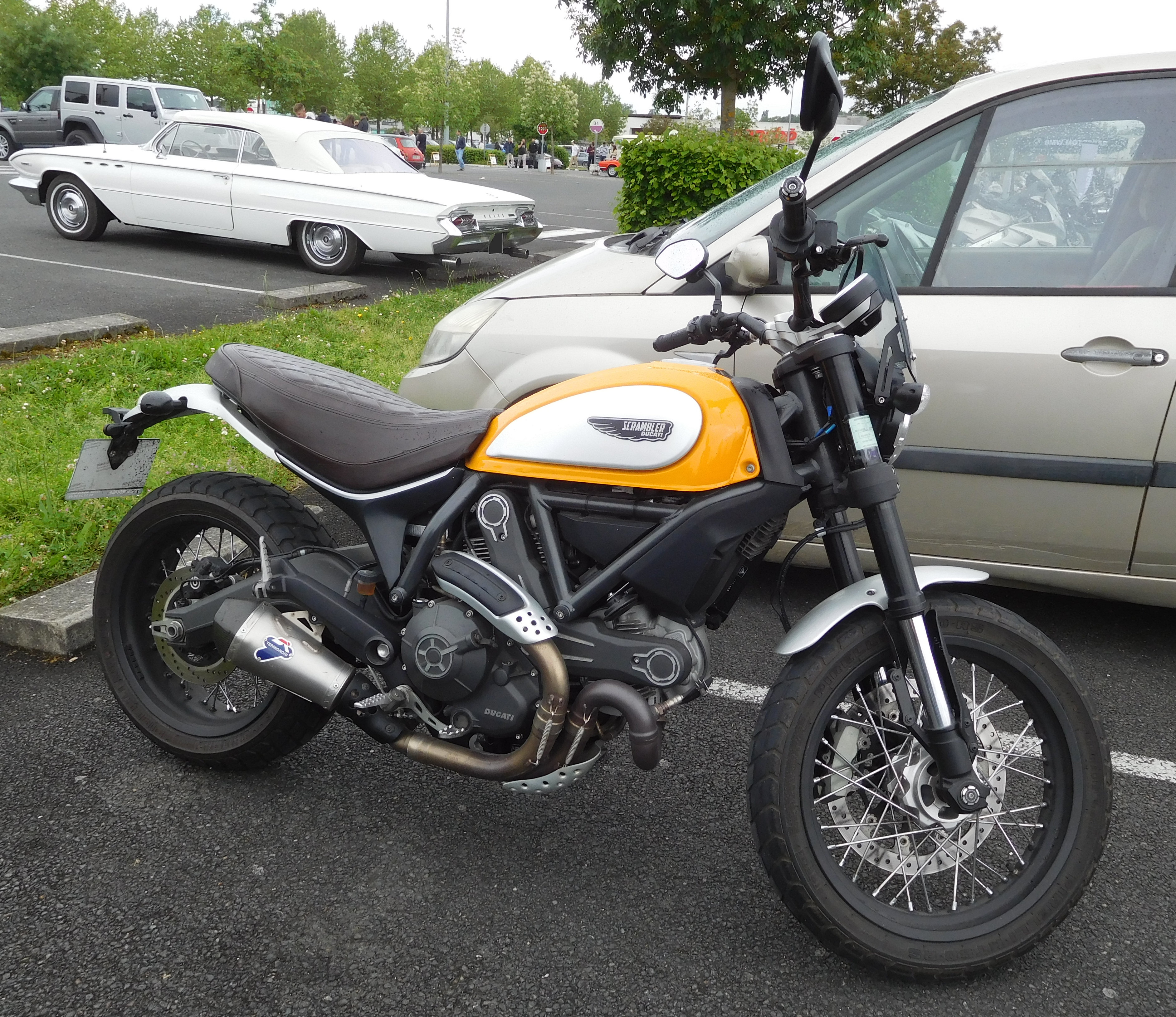
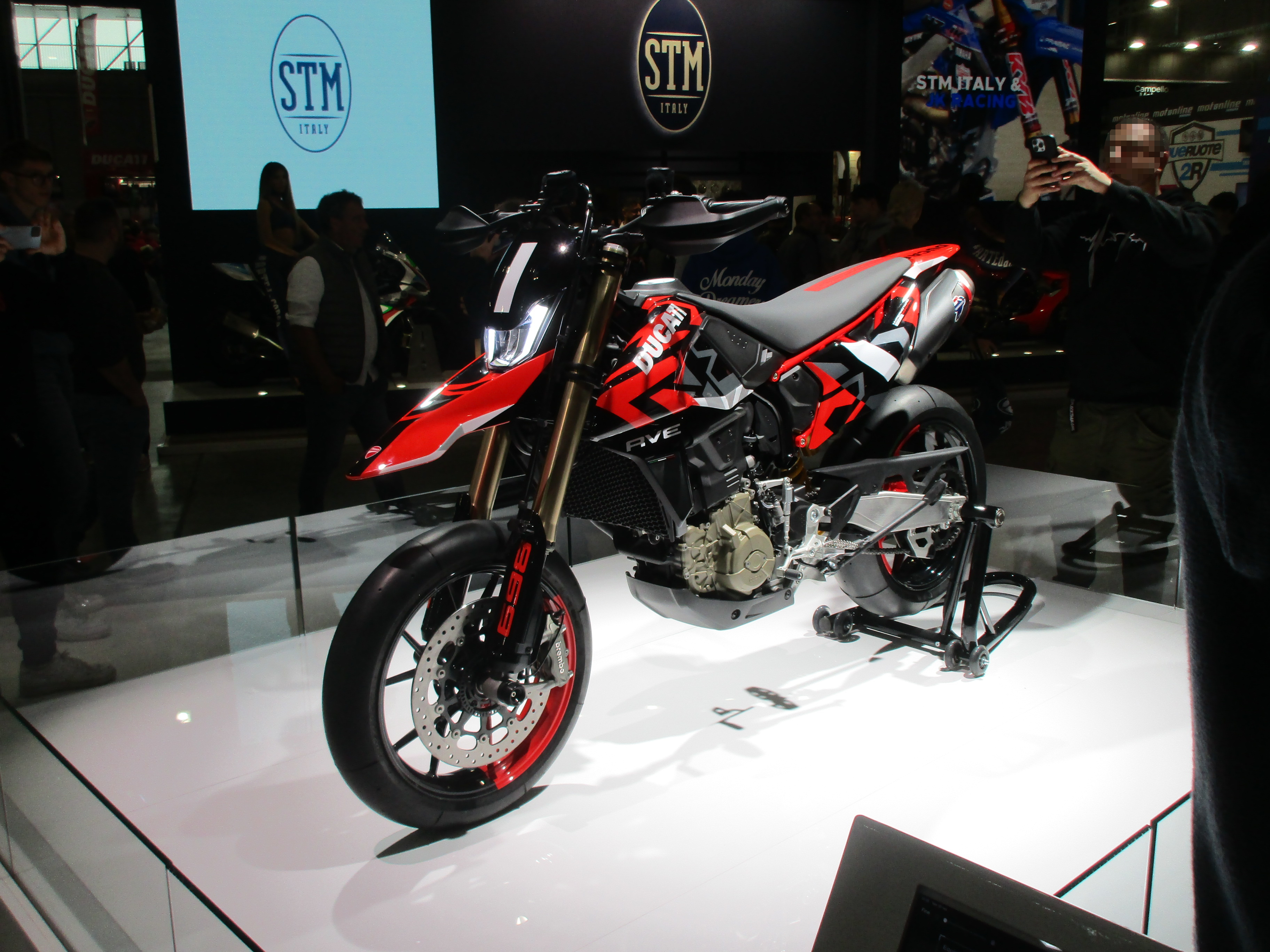
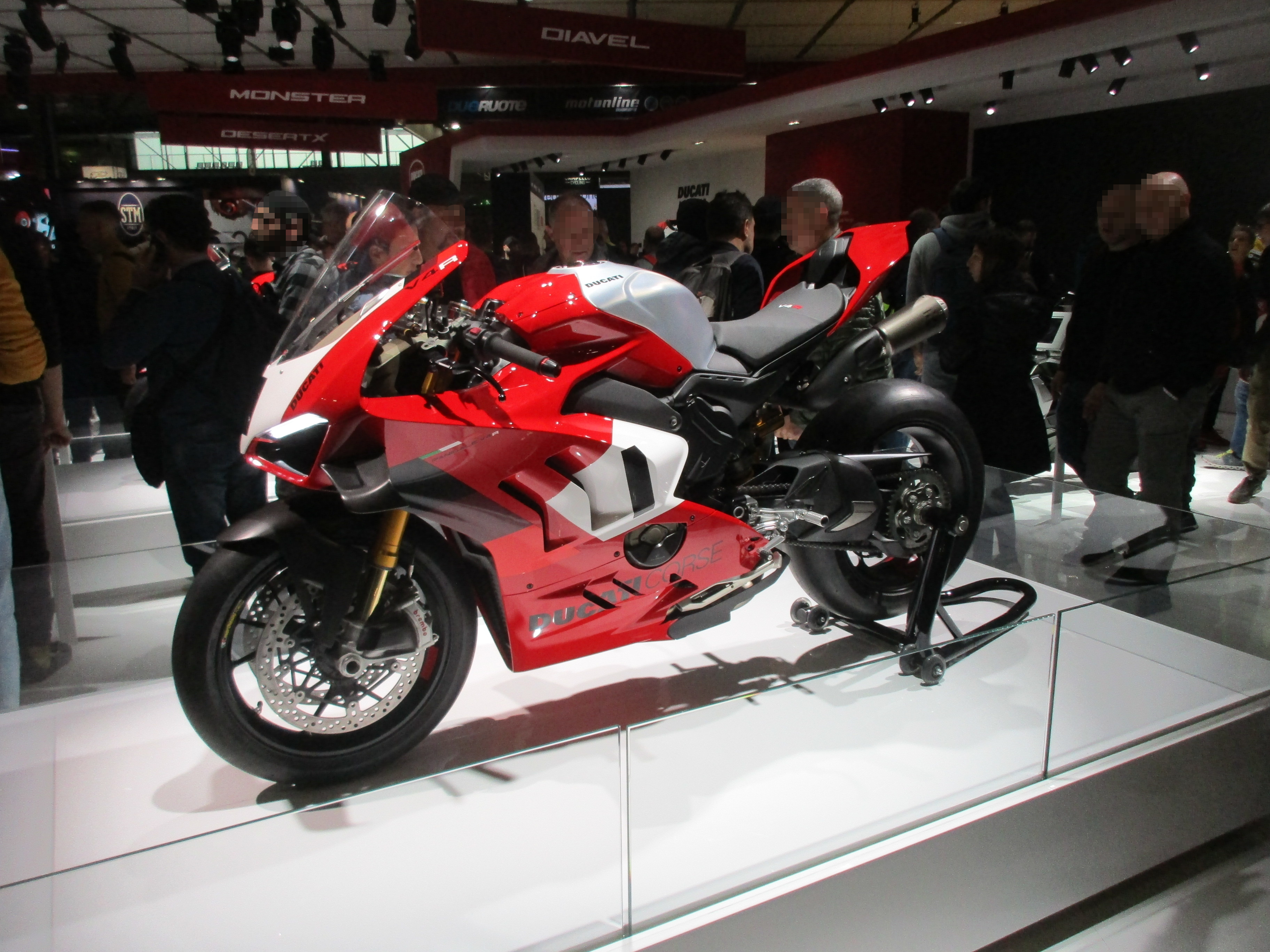
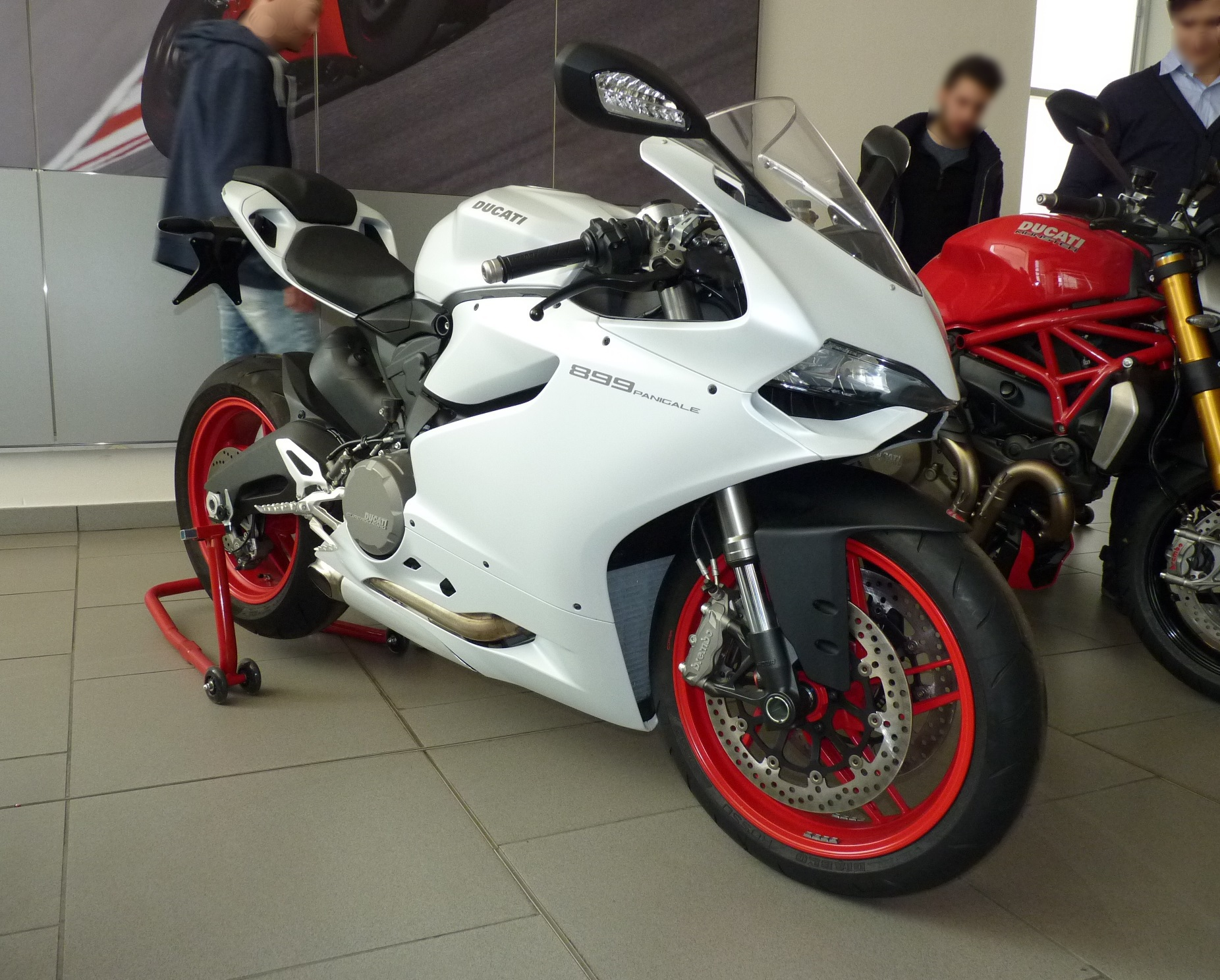
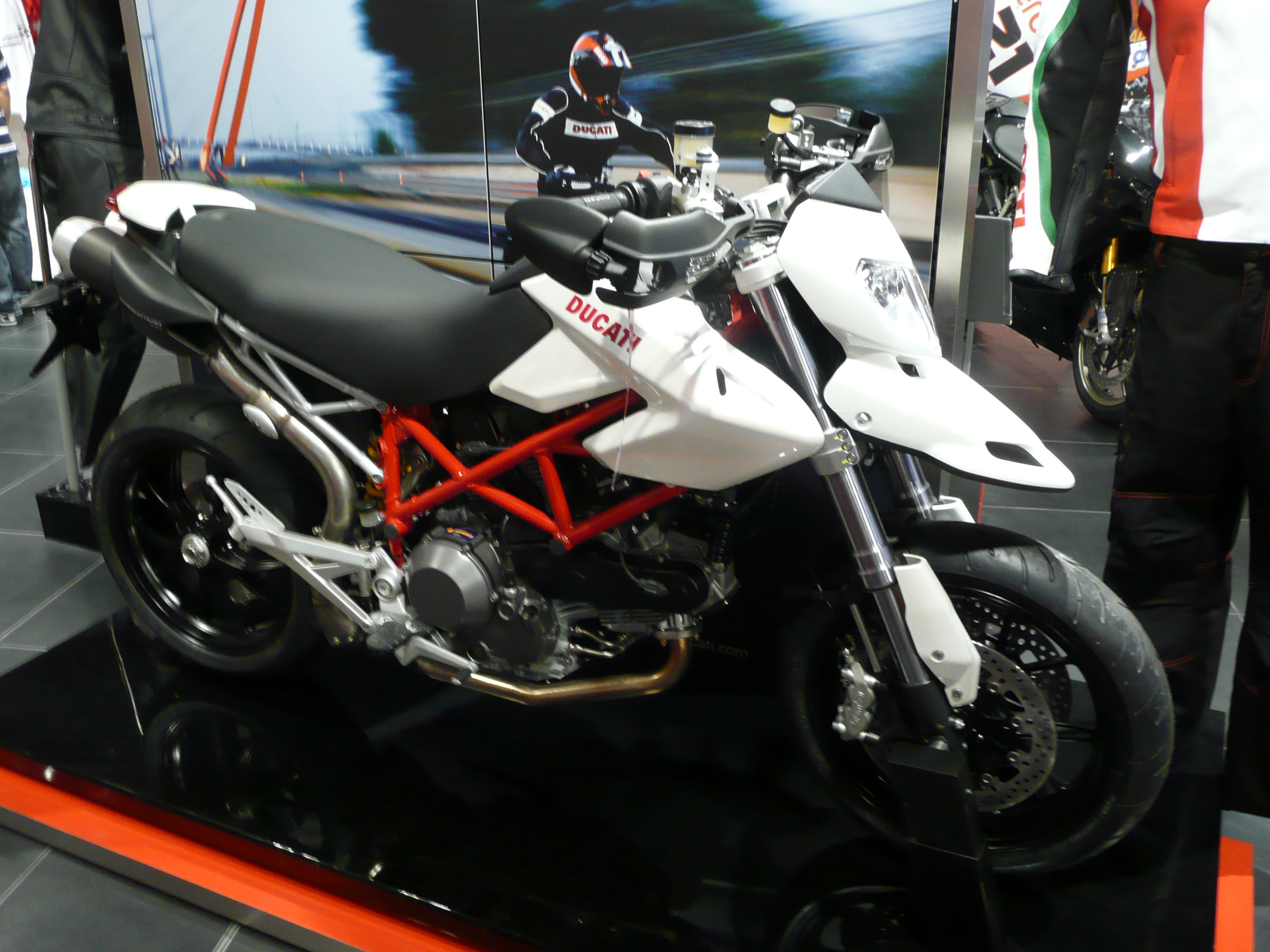
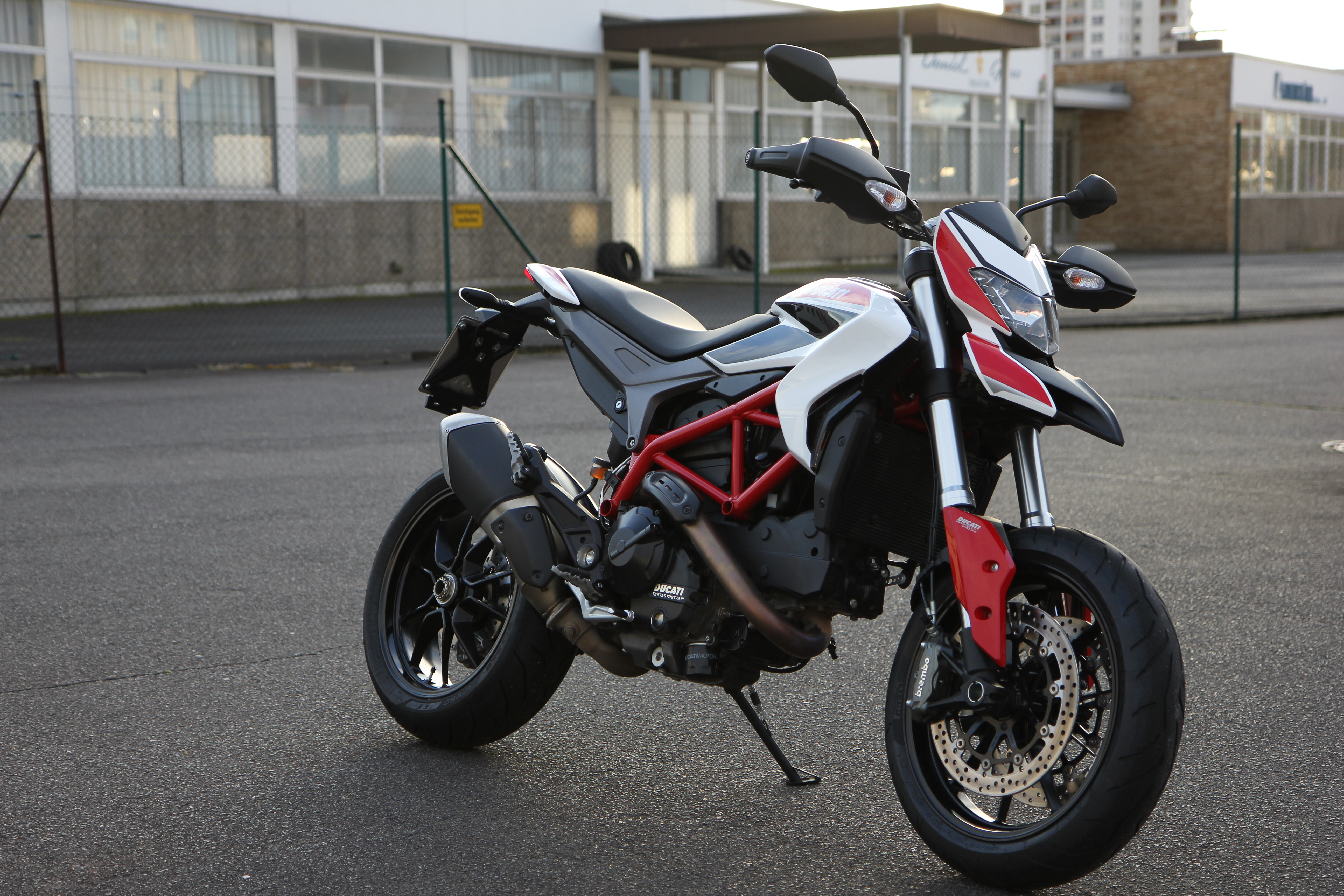
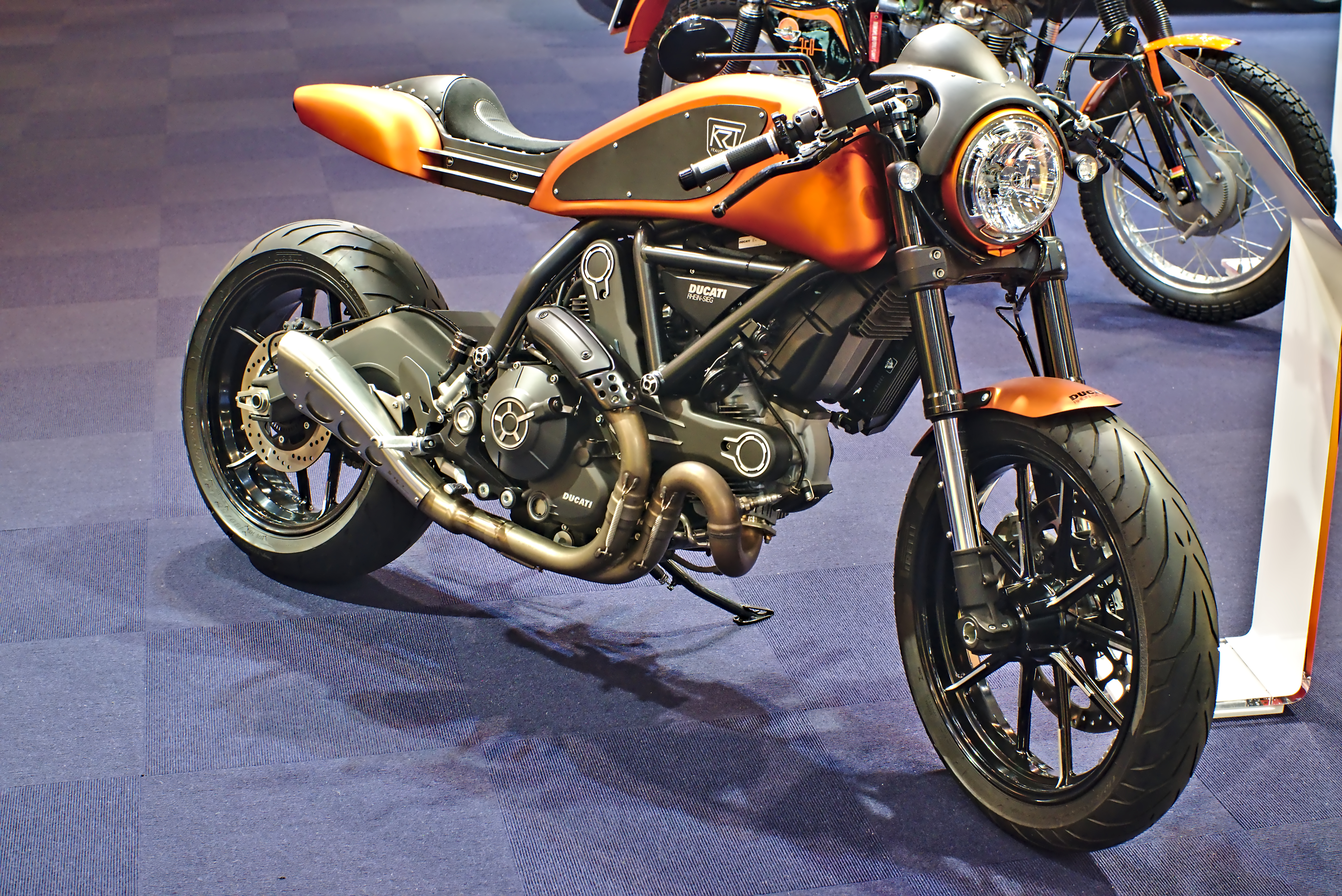
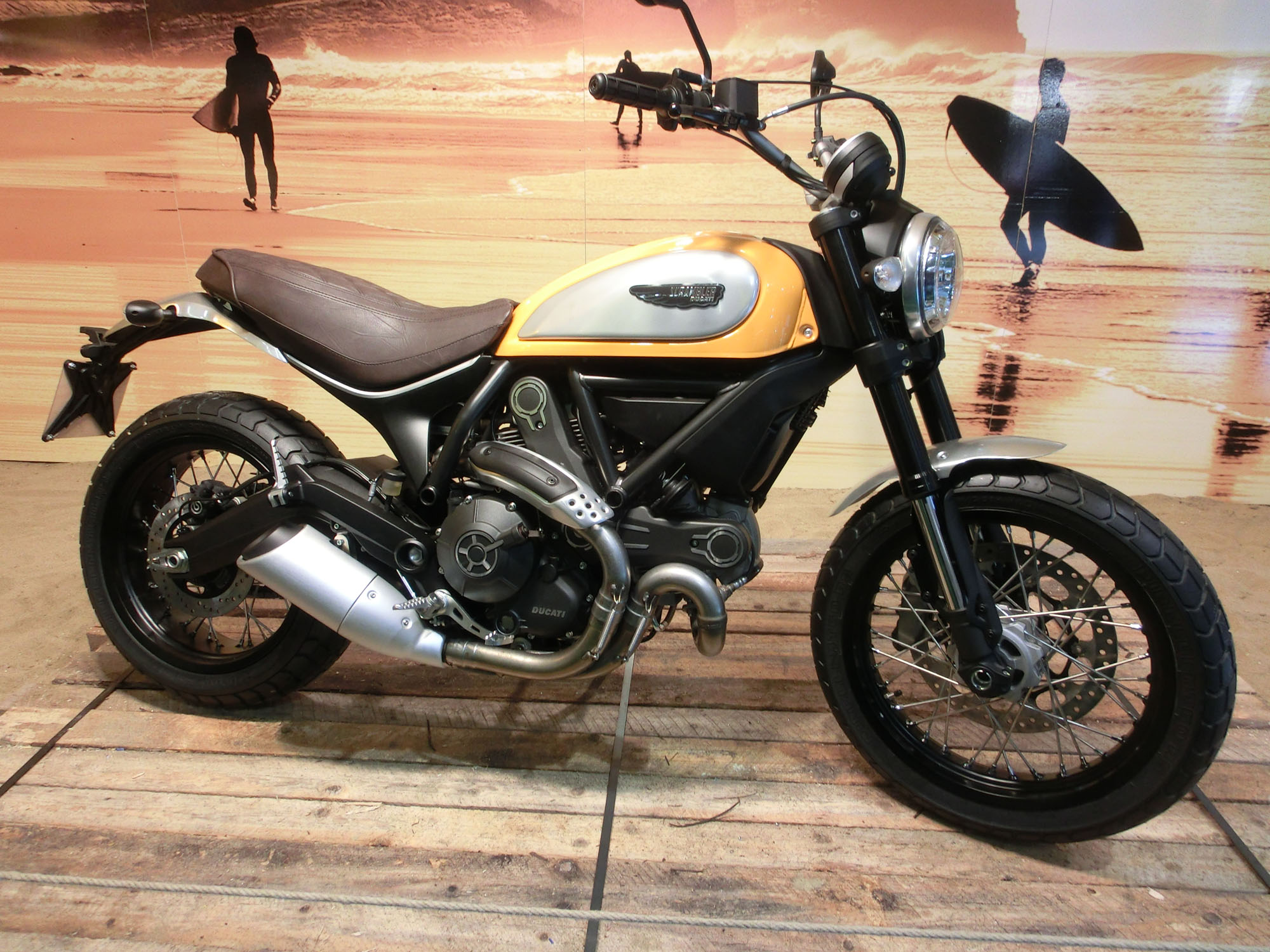

## Модельный ряд мотоциклов Ducati 2020

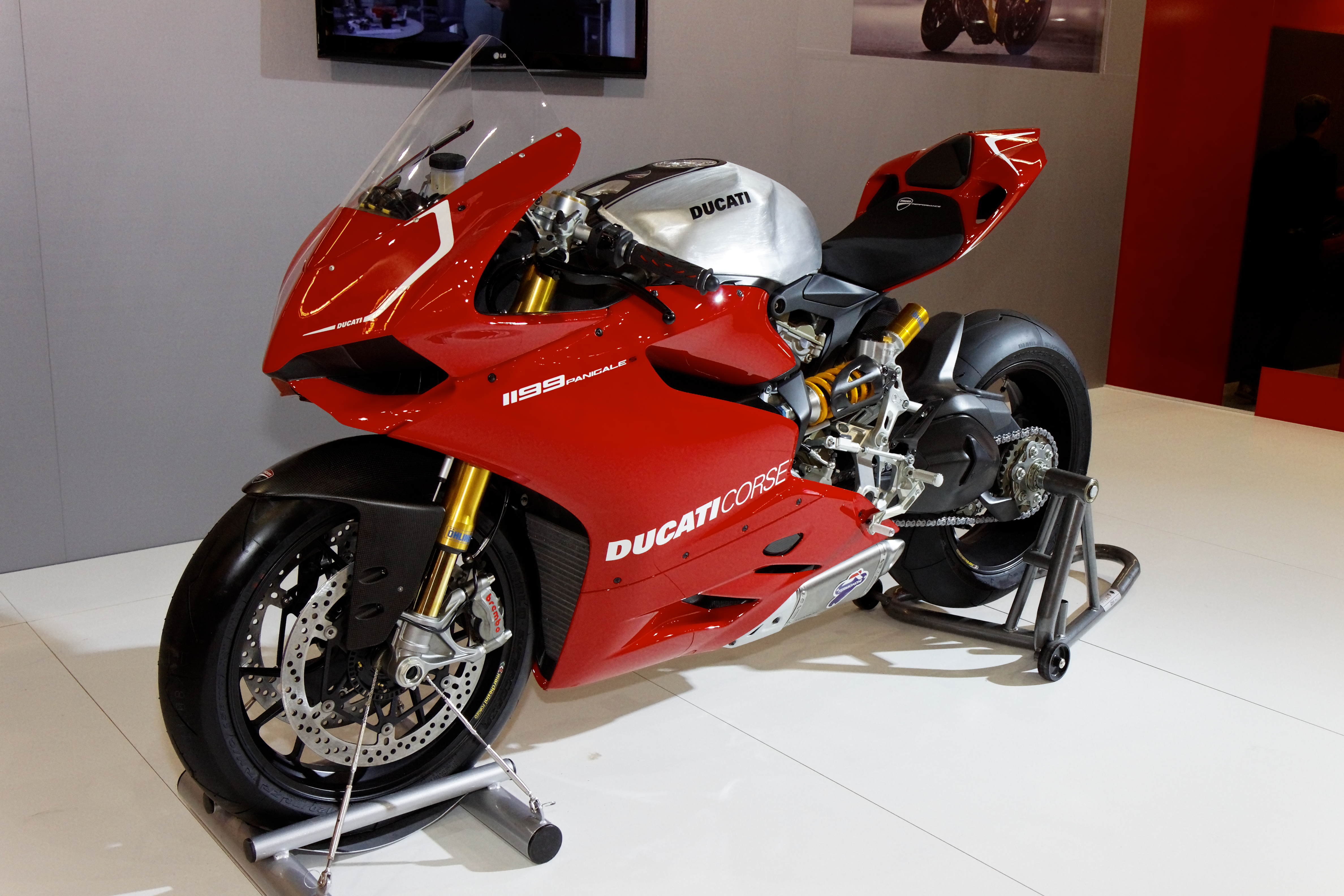
Ducati 1199 Panigale S

| Серия         | Модели |
| ------------- | --- |
| Diavel        | - Diavel 1260 - Diavel 1260 S - Diavel 1260 Lamborghini |
| XDiavel       | - XDiavel - XDiavel S - XDiavel Black Star |
| Hypermotard   | - Hypermotard 950 - Hypermotard 950 SP - Hypermotard 950 RVE |
| Streetfighter | - Streetfighter V4 - Streetfighter V4 S - Streetfighter V2 |
| Monster       | - Monster - Monster+ - Monster 821 - Monster 821 Stealth - Monster 1200 - Monster 1200 S |
| Multistrada   | - Multistrada 950 - Multistrada 950S - Multistrada 1260 - Multistrada 1260 S - Multistrada 1260 Pikes Peak - Multistrada 1260 Enduro - Multistrada 1260 Grand Tour                                                                  |
| SuperSport    | - SuperSport - SuperSport S |
| Panigale      | - Panigale 899 - Panigale 959 - Panigale 1199 - Panigale 1299 - Panigale V2 - Panigale V4 - Panigale V4 S - Panigale V4 SP - Panigale V4 R - Superleggera V4                                                                        |
| Scrambler     | - Scrambler 1100 Pro - Scrambler 1100 Sport Pro - Scrambler 1100 Dark Pro - Scrambler Nightshift - Scrambler Full Throttle - Scrambler Café Racer - Scrambler Desert Sled - Scrambler Icon - Scrambler Icon Dark - Scrambler Sixty2 |